# 常德路 (元朝)
常德路，元代行政区划名。至元十四年（1277年）改常德府置，治武陵县（今湖南常德市）。属湖广等处行中书省。辖境相当今湖南省常德、汉寿、桃源、沅江等市县地。至正二十四年（1364年）朱元璋改为常德府。